# المفصل في صنعة الإعراب
المفصل في صنعة الإعراب هو كتاب يبحث في علم النحو والإعراب، وأهمية هذا الكتاب ترجع ألى أهمية مؤلفه«الزمخشري» الذي هو إمام فذ في هذا المجال.

## تقسيمه
قسمه مُصنفه إلى أربعة أقسام، الأسماء والأفعال والحروف والمشترك بين الأسماء والأفعال والحروف، مستشهدا بالآيات والأحاديث وأشعار العرب، والأمثال والأقوال العربية.